# خطمي المئبر
خطمي المئبر (الاسم العلمي: Rhyncharrhena)، جنس نباتات من فصيلة الدفلية، وصف لأول مرة بأنه جنس في عام 1859. إنهُ يحتوي على نوع واحد فقط معروف، خطمي المئبر الخطي Rhyncharrhena linearis، موطنه أستراليا.
الأنواع السابقة
نُقلت إلى خلجة
1. Rhyncharrhena atropurpurea F. Muell., synonym of Daemia atropurpurea F.Muell.
2. Rhyncharrhena quinquepartita F. Muell, synonym of Daemia quinquepartita F.Muell.